# Besar Halimi
Besar Halimi (født 12. december 1994 i Frankfurt am Main) er en Kosovo-tysk professionel fodboldspiller, der spiller for GS Apollon Smyrnis i Grækenland og som tidligere spillede for Brøndby IF.

## Karriere
Halimi er født og opvokset i Tyskland. Hans forældre er fra Kosovo.
I løbet af hans barndom sluttede Halimi sig til ungdomsholdene i Eintracht Frankfurt, før han flyttede til ungdomslaget i SV Darmstadt 98. To år senere flyttede han til ungdomslagene i 1. FC Nürnberg. Som U19-spiller - kendt i Tyskland som "A-Jugend" - debuterede han for det andet hold i fjerde division og spillede to optrædener i sæsonen 2011-12. En sæson senere fulgte 17 spil, og han scorede et mål.
I juli 2013 sluttede han sig til Stuttgarts andethold, der spillede i 3. Liga. Et år senere skiftede han til en anden klub i byen Stuttgarter Kickers, hvor han fik sit gennembrud og spillede 37 kampe, hvor han formåede at scorede to mål. I 2015 sluttede han sig til Mainz 05, hvor han spillede for andetholdet, også i 3. Liga. Kort efter blev Halimi udlånt til FSV Frankfurt fra 2. Bundesliga. For klubben fra Bornheim-kvarteret i Frankfurt spillede han 26 kampe i den næstbedste tyske liga og scorede fire mål, men i slutningen af sæsonen 2015-16 rykkede FSV Frankfurt ned i 3. Liga.

### Brøndby IF
Den 26. juni 2017 skiftede Halimi på en et-årig lejeaftale til Brøndby IF. Han scorede i sin superligadebut på hjemmebane mod F.C. Midtjylland den 16. juli 2017.
FSV Mainz 05 og Brøndby IF kunne i første omgang ikke blive enige om en købsaftale. De nåede dog til enighed til sidst i transfervinduet og offentliggjorde hans comeback den 30. august 2018. I forbindelse med dette udtalte Halimi, at han aldrig havde haft så stærk en følelse for en klub, som han havde for Brøndby IF.

### SV Sandhausen
Efter to år i Brøndby forlod Halimi Danmark og vendte tilbage til Tyskland. Hans nye klub blev SV Sandhausen fra 2. Bundesliga.

### Riga
Den 12. juli 2021 skiftede Halimi til Riga FC, som spiller i Virslīga.